# Supercoppa di Spagna 2009 (hockey su pista)
La Supercoppa di Spagna 2009 è stata la 6ª edizione dell'omonima competizione spagnola di hockey su pista. Il torneo ha avuto luogo dal 12 al 19 settembre 2009. A conquistare il titolo è stato il Vic per la prima volta nella sua storia superando in finale il Barcellona.

## Squadre partecipanti
| Club       | Qualificazione               | Partecipazioni precedenti (il grassetto indica la vittoria) |
| ---------- | ---------------------------- | ----------------------------------------------------------- |
| Barcellona | Vincitore dell'Ok Liga       | 2004, 2005, 2006, 2007, 2008                                |
| Vic        | Vincitore della Coppa del Re | 2005                                                        |

## Risultati

### Finale di andata
| Vic 12 settembre 2009 | Vic | 4 – 1 referto | Barcellona | Pavelló Olímpic de Vic |

### Finale di ritorno
| Barcellona 19 settembre 2009 | Barcellona | 4 – 3 referto | Vic | Palau Blaugrana |